# Culture de Cuba
 (mars 2015).
 (septembre 2021).
 (décembre 2021).

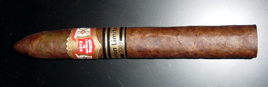
Cigare cubain

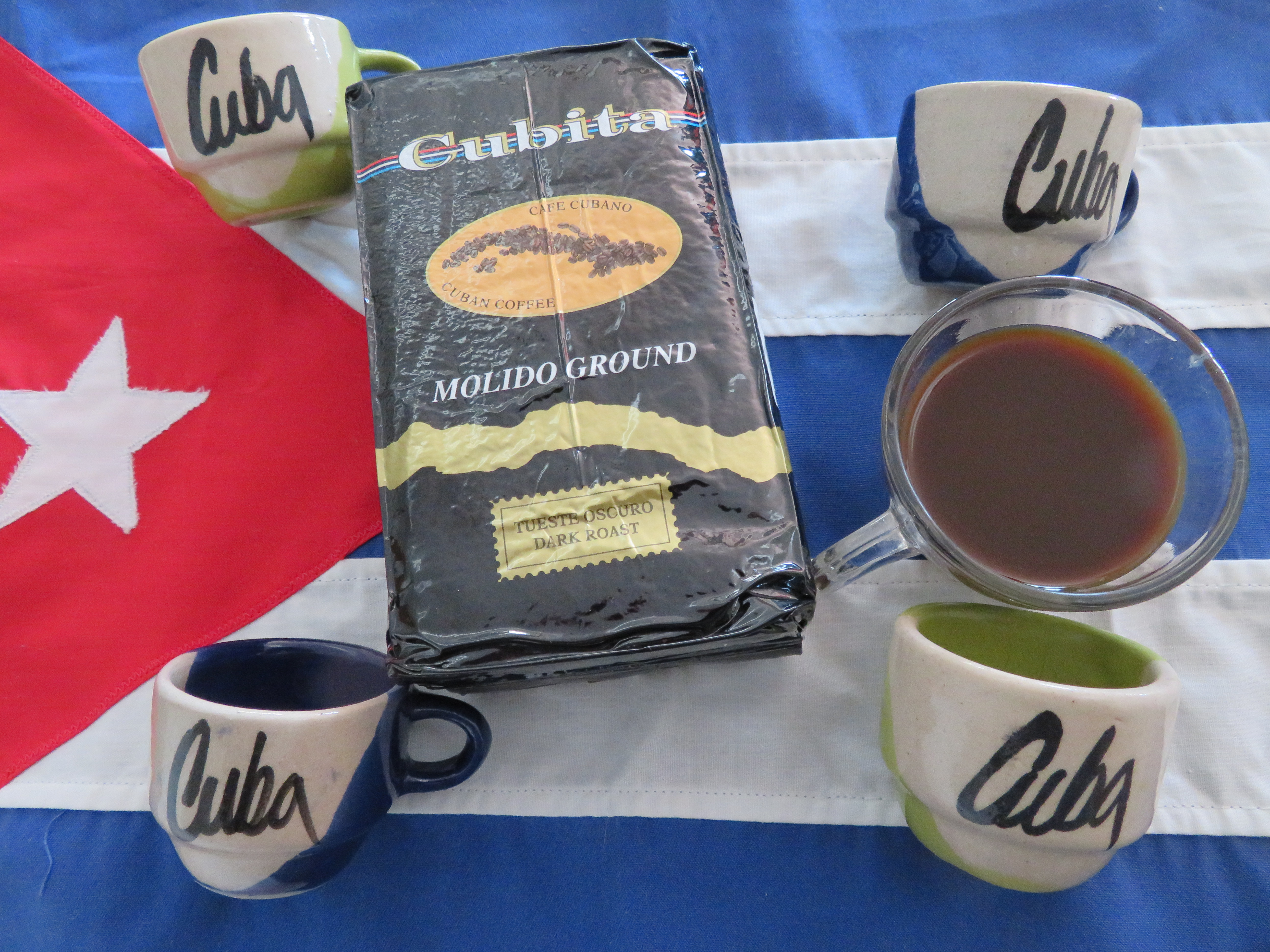
Café, tasses à cafécito et le "cafecito Cubano", trois emblèmes culturels de Cuba.

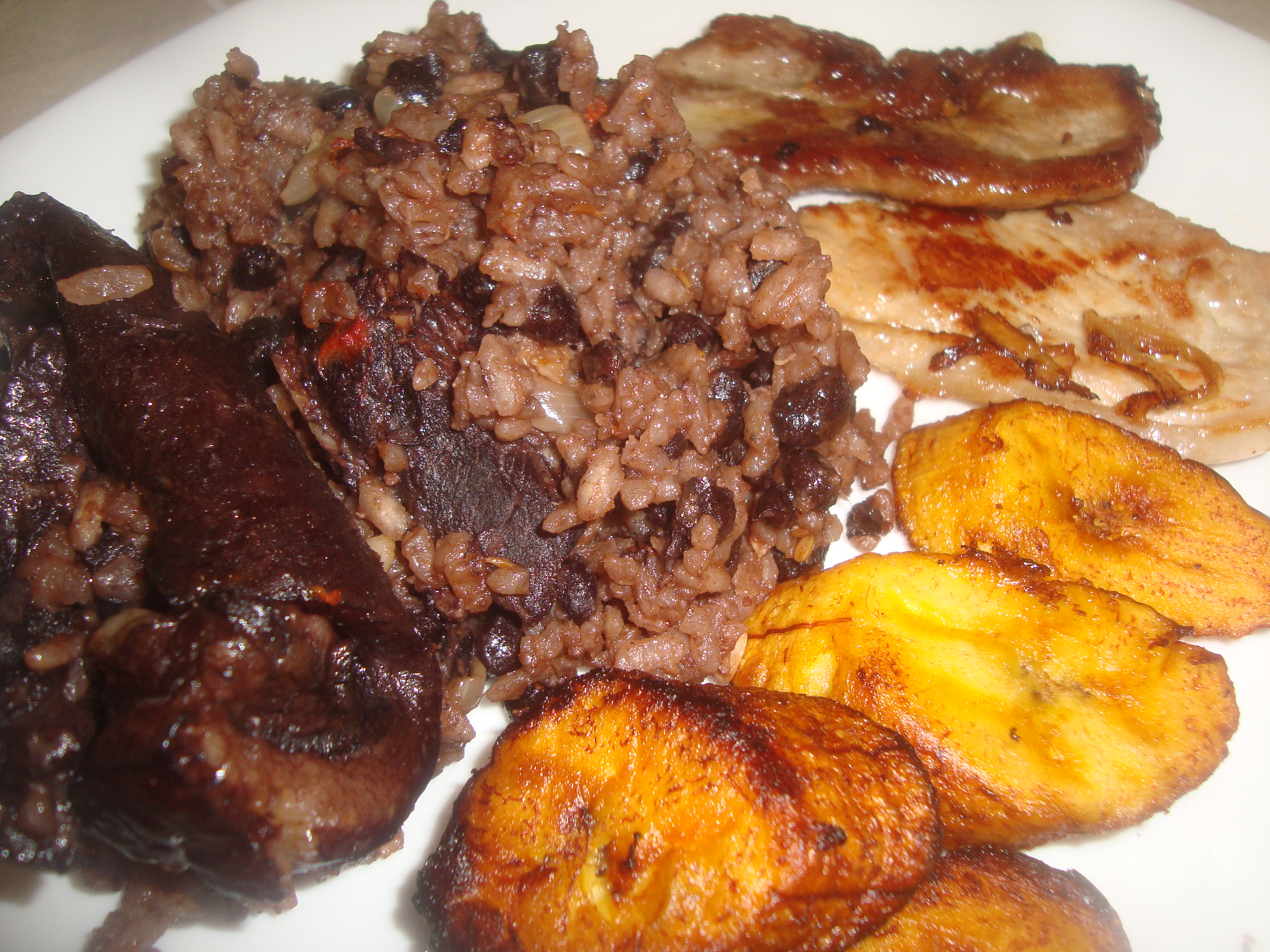
Riz "Congri", cuisine cubaine

La culture de Cuba, pays insulaire des Caraïbes, désigne d'abord les pratiques culturelles observables de ses habitants (11 239 000 estimation 2019)

## Historique
En avril 2018, Miguel Díaz-Canel promulgue le décret 349 qui oblige les artistes à solliciter l’autorisation préalable du ministère de la Culture avant de se produire dans les espaces publics ou privés. Le décret 349 prévoit aussi l'interdiction de vendre des livres dont la teneur est « préjudiciable à l'éthique et aux valeurs culturelles » de Cuba. Des artistes s'organisent pour contester cette loi, notamment autour du Mouvement San Isidro,,.

## Langues et peuples
- Démographie de Cuba
- Ethnographie de Cuba (es)
  - Aborigènes de Cuba (es)
  - Afro-Cubains
  - Cap-Verdiens de Cuba (en)
- Langues à Cuba

## Traditions

### Religion
- Religion à Cuba
- Christianisme à Cuba
- Palo Mayombe, religion syncrétique
- Santeria (Ayagunna, Oxalá...)
- Fraternité Abakuá
- Juifs séfarades à Cuba (es) (époque coloniale), Histoire des Juifs à Cuba
- Islam à Cuba (en)
- Hindouisme à Cuba (en) (0,2 %)
- Bouddhisme à Cuba (en) (<0,1 %)

## Gastronomie cubaine

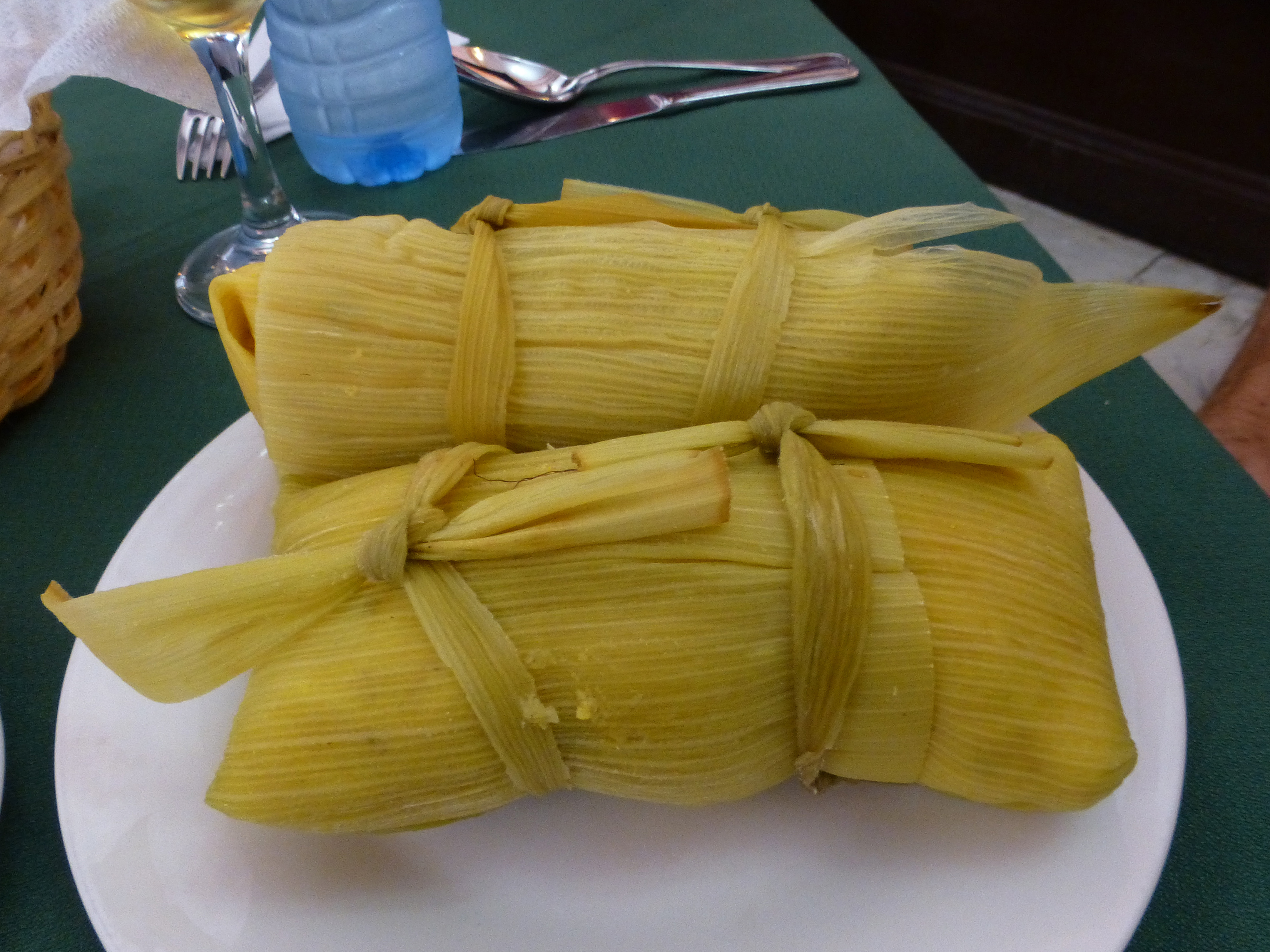
Tamales

### Fêtes
| Date        | Nom français                           | Nom local            | Remarques                                                         |
| ----------- | -------------------------------------- | -------------------- | ----------------------------------------------------------------- |
| 1er janvier | Jour de la Libération                  | Día de la Liberación | la liberation                                                     |
| 26 juillet  | 26 juillet 1953, attaque de la Moncada | Día de la Revolución |                                                                   |
| 25 décembre | Jour de Noël                           |                      | Jusqu'en 1998, le régime castriste avait supprimé le jour de Noël |

## Média
- Médias à Cuba
- Censure à Cuba (es)[5]
- Dissidence cubaine
- Journalistes cubains

### Presse écrite
- Liste de journaux cubains

### Radio
- ICRT
- Radio Rebelde (1958)
- Radio Habana Cuba (1961)

### Télévision
- Cubavisión (1951)
- Cubavisión Internacional (1986)
- Tele Sur (2005, Venezuela)

### Internet (.cu)
- Internet à Cuba
- Censure sur le net[6]
- Blogueurs cubains

## Littérature
- Littérature cubaine
- Écrivains cubains
- Prix littéraire à Cuba
- Romans cubains

## Artisanats
- Céramistes cubains

## Arts visuels
- Musée national des beaux-arts de Cuba
- Artistes cubains
- Artistes contemporains cubains

### Dessin
- Affichistes cubains
- Graveurs cubains
- Dessinateurs cubains de bande dessinée

### Peinture
- Peintres cubains
- Wifredo Lam, Salvador Gonzáles, Dulce Beatriz

### Sculpture
- Sculpteurs cubains

### Architecture
- Architectes cubains

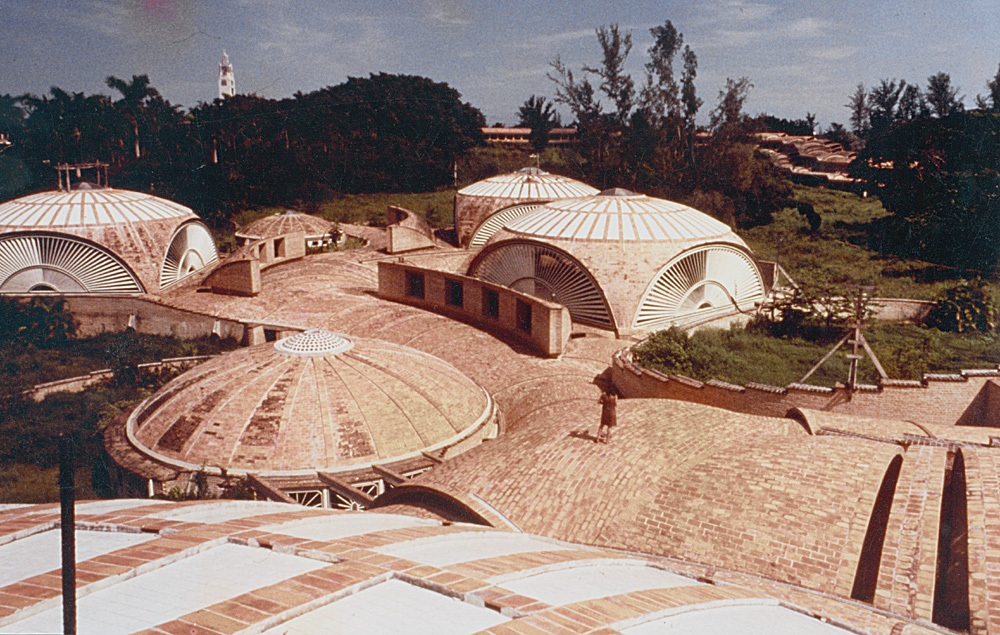
Garatti, École de Danse, École Nationale d'Arts de Cuba (1961-1965)

- Roberto Gottardi	(1927-2017), Ricardo Porro (1925-2014) et Vittorio Garatti (1927-) sont les trois architectes associés pour la création de l'École Nationale d'Art de Cuba (1961-1965).

### Photographie
- Photographes cubains

## Arts de scène

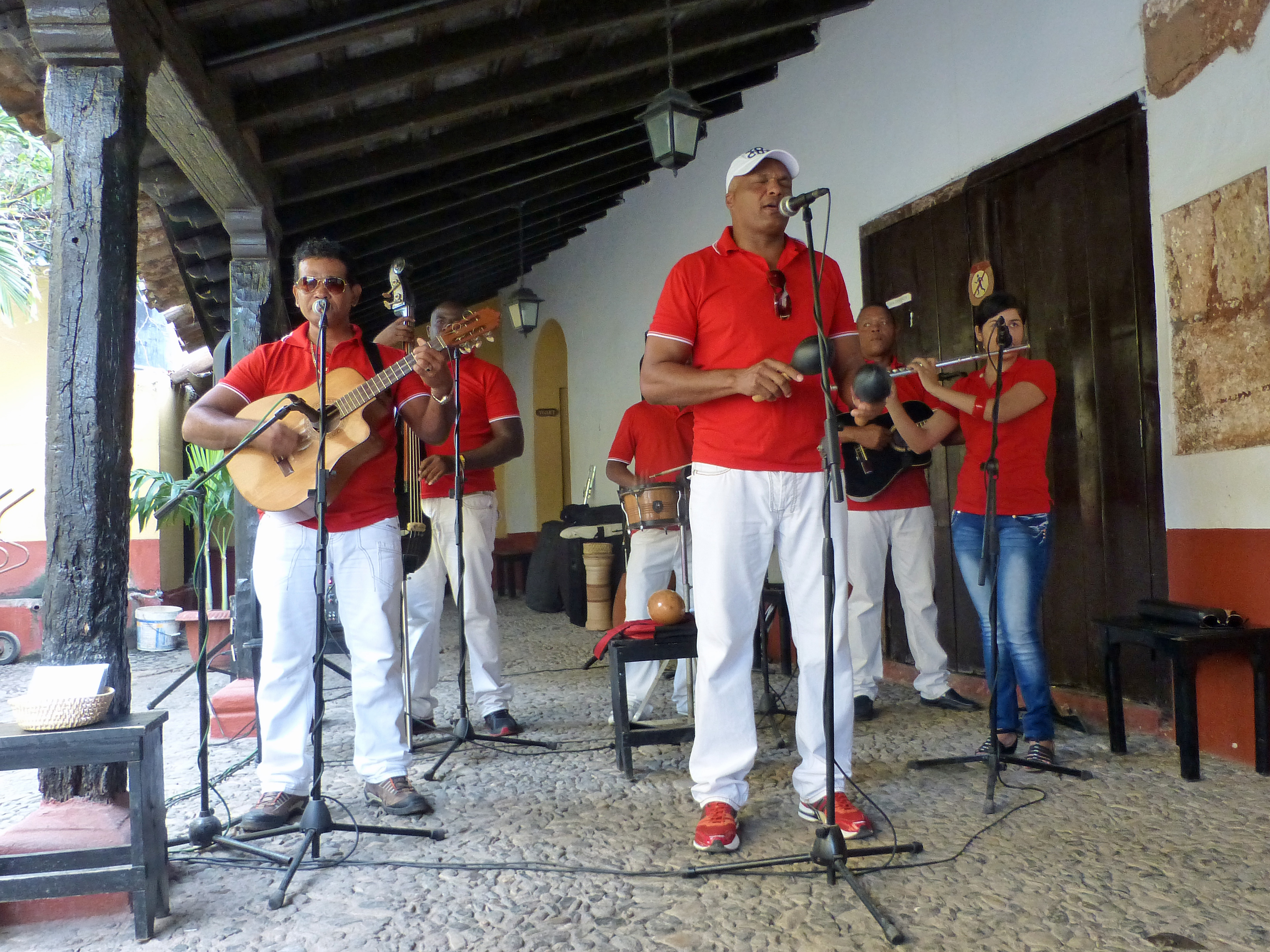
Musiciens à Trinidad

### Musique
- Musique cubaine :
  - la timba, rythme cubain né dans les années 1990, proche de la salsa, en plus moderne. En dehors des amateurs, c'est un genre qui reste méconnu. Groupe populaire : Los Van Van.
  - le son cubain, né vers 1900 à Santiago de Cuba. Dans les années 1930, la chanson El manisero (The Peanut Vendor) eut beaucoup de succès. Le genre est redevenu à la mode après Buena Vista Social Club et la chanson Chan Chan de Compay Segundo. Dans un genre plus moderne, Un monton de estrellas de Polo Montañez a connu un certain succès auprès des connaisseurs en 2000
  - le cha-cha-cha, créé par Enrique Jorrín en 1954, a connu un grand succès avec des chansons comme Oye como va de Tito Puente en 1959, (repris par Carlos Santana en 1970) ou, en France, Pepito (mi corazon) par Los Machucambos. C'est une musique encore très vivante, représentée notamment par Marc Anthony (Ven Dimelo / I Need to Know)
  - le mambo, inventé par les frères Lopez vers les années 1940 et popularisé par des artistes comme Pérez Prado, Tito Puente, Machito, etc. Titres populaires : Perry Como (Papa Loves Mambo) et Rosemary Clooney (Mambo Italiano), repris par Dario Moreno.
  - le boléro
  - la rumba, qui repose sur des chants (souvent en dialectes africains) et des percussions (congas, cajón, etc.). Ses principaux représentants sont Los Papines, Los muñequitos de Matanzas et Clave y Guaganco
  - le danzón, l'ancêtre du mambo et du cha-cha-cha, créé vers 1880
  - la habanera, un genre ancien dont les morceaux les plus connus sont La paloma (composée vers 1860 par Sebastián Iradier) reprise, entre autres, par Mireille Mathieu avec La paloma adieu et Elvis Presley avec No more. Elle apparaît aussi dans des pièces classiques, comme L'Amour est un oiseau rebelle (La habanera) de l'opéra Carmen de Georges Bizet (1875)
  - la guajira, surtout connu grâce à la chanson Guantanamera (composée en 1929, attribuée à Joseíto Fernández)
  - le reggaeton cubain ou cubaton

Quelques artistes cubains chantent de la salsa, qui n'est pas un genre cubain seulement mais international et qui est apparu en fait dans le Spanish Harlem à New York, basé sur différents genres cubains mais également portoricains et colombiens entre autres.[réf. nécessaire]
En février 2021, cinq artistes cubains : Yotuel Romero, Descemer Bueno, le duo Gente de Zona et les rappeurs Maykel Osorbo et El Funky se réunissent et interprètent sur les réseaux sociaux Patria y vida. Ce titre prend le contrepied du slogan révolutionnaire Patria o Muerte pour dénoncer 60 ans de dictature communiste à Cuba. En 72 heures le clip fait un million de vues sur YouTube et devient viral sur les réseaux sociaux cubains ,. Patria y vida reçoit le Latin Grammy Award de la meilleure chanson de l'année 2021  et le magazine Rolling Stone classe Patria y vida parmi les 50 meilleures chansons de l'année 2021.

### Danse
- École Nationale de Danse de Cuba (es) (1931)
- Ballet nacional de Cuba (1948), Alicia Alonso (danseuse) (1920-2019), Fernando Alonso (danseur) (1914-2013)
- Festival Internacional de Ballet de La Habana (es) (1960)
- Chorégraphes cubains
- Danseurs cubains
- Danseuses cubaines
- Camagüey : école de ballet et la compagnie de Camagüey

Dans La Révolution, la danse et moi (2004), Alma Guillermoprieto raconte son année 1970 à l'École de Danse de l'École Nationale d'Arts de Cuba, sous la direction d'Elfriede Mahler (1917-1998), qui plus tard fonde une compagnie de danse libre à Guantánamo (ville).

### Théâtre
- Salles de théâtre à Cuba
- Dramaturges cubains
- Acteurs cubains
- Actrices cubaines
- Teatro Los Elementos, Argos Teatro (es), La Seña del Humor (es)
- Théâtre bouffe cubain

### Autres scènes
- Humoristes cubains
- Arts de la marionnette à Cuba sur le site de l'Union internationale de la marionnette

### Cinéma
- Cinéma cubain
- Réalisateurs cubains
- Scénaristes cubain
- List of Latin American films (en)
- Liste de films caribéens

Le 24 janvier 1897, le français Gabriel Veyre organise les premières projections publiques à Cuba. La même année, il tourne les premières prises de vues avec Simulacro de incendio.
Avant la révolution cubaine, la capitale possédait 135 salles de cinéma dont la plupart ont été fermées : il n’en reste plus qu’une vingtaine dans cette ville de 2,2 millions d’habitants.

### Autres
- Jeux vidéo

## Sanctions
Dans les années 1990, en particulier avec l'instauration par les États-Unis de la loi Helms-Burton, les sanctions rendent presque impossibles les échanges culturels entre artistes cubains et artistes internationaux. Washington interdit par ailleurs la commercialisation d’œuvres provenant de l'ile.

### Musées et autres institutions
- Liste de musées à Cuba, dont
  - Musée national des beaux-arts de Cuba à La Havane
  - Musée de la Révolution à La Havane

### Liste du Patrimoine mondial
Le programme Patrimoine mondial (UNESCO, 1971) a inscrit dans sa liste du Patrimoine mondial (au 17/01/2016) : Liste du patrimoine mondial à Cuba.

### Liste représentative du patrimoine culturel immatériel de l’humanité
Le programme Patrimoine culturel immatériel (UNESCO, 2003) a inscrit dans sa liste représentative du patrimoine culturel immatériel de l’humanité :
- 2008 : la Tumba Francesa (musique, danse)[15],
- 2016 : la rumba à Cuba, mélange festif de musiques et de danses et toutes les pratiques associées[16],
- 2018 : les parrandas, fêtes du centre de Cuba[17].

### Registre international Mémoire du monde
Le programme Mémoire du monde (UNESCO, 1992) a inscrit dans son registre international Mémoire du monde (au 17/01/2016) :
- 2005 : José Martí Pérez Fonds[18],
- 2009 : Négatifs originaux du Noticiero ICAIC Latinoamericano[19],
- 2013 : Collection de documents « La vie et l’œuvre d’Ernesto Che Guevara : des manuscrits originaux de son adolescence et sa jeunesse au Journal de campagne en Bolivie »[20].